# Debardeur

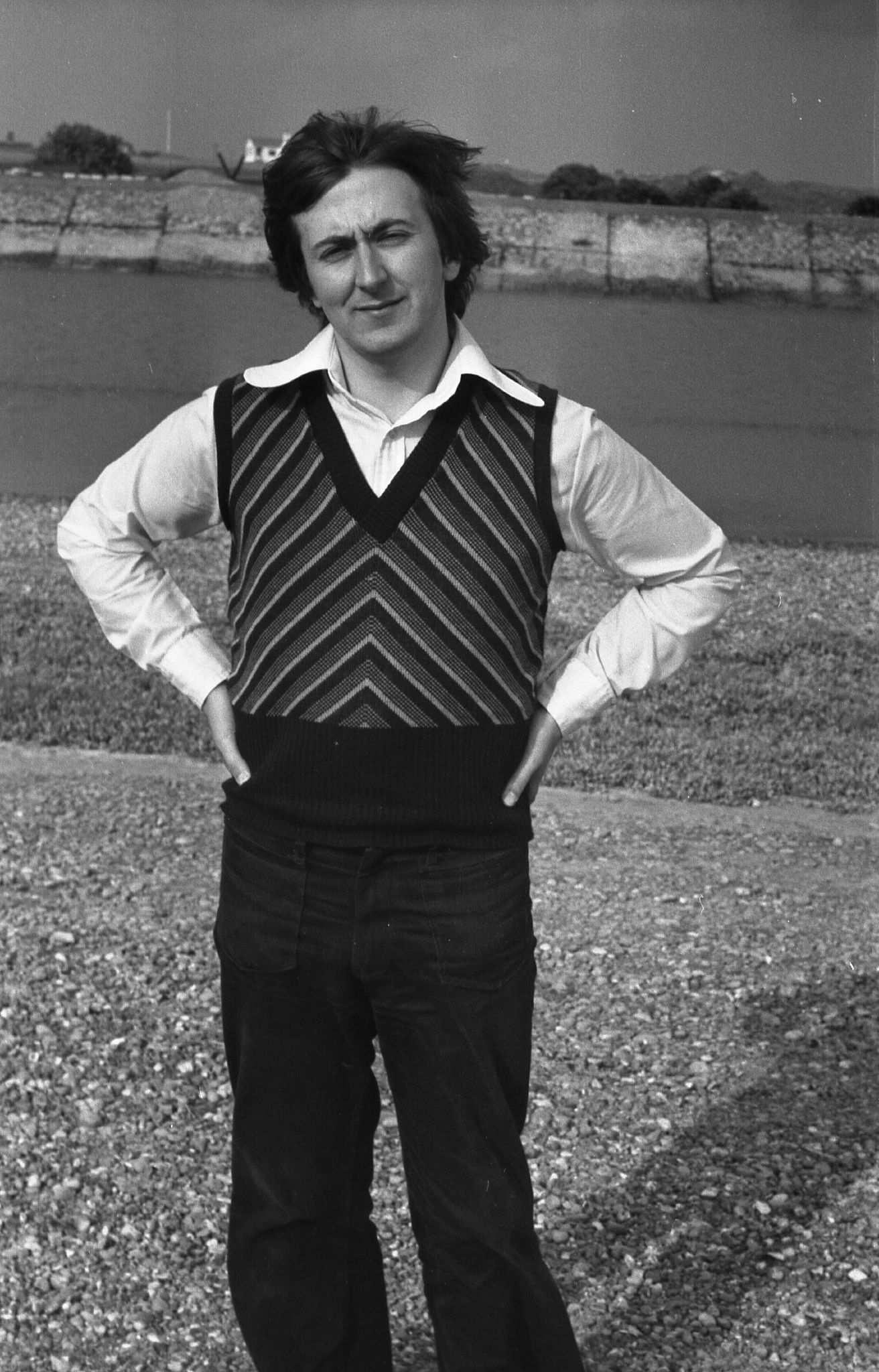
Man met een debardeur

Een debardeur, slip-over of spencer is een gebreid, knooploos en mouwloos vest. Deze mengvorm van trui en gilet kan worden gedragen onder een colbert.
Het woord debardeur is afgeleid van het Franse woord débarder, wat 'schepen lossen' betekent. De debardeur was namelijk een typisch kledingstuk van de havenarbeiders.
Het woord spencer verwijst naar George John, tweede graaf Spencer (1758-1834), onder meer Brits minister van binnenlandse zaken. Hij zou ooit zijn jaspanden hebben afgeknipt nadat ze waren geschroeid in een open haard.
In 1921 droeg Edward, prins van Wales het kledingstuk in het openbaar, waarop het een tijdlang een modetrend werd. Het behoorde ook lange tijd tot de traditionele kledij in de golfsport.
In de Nederlandse taal werd de term 'debardeur' populair (vooral in Vlaanderen) door Xavier De Baere, die in 1993 in die outfit zijn sketches ten tonele bracht. Een debardeur wordt de laatste decennia namelijk vaak geassocieerd met een wat ouderwetse, burgerlijke kledingstijl.